# 378 км (зупинний пункт)
378 кілометр — пасажирська зупинна залізнична платформа Лиманської дирекції Донецької залізниці.
Розташована поблизу селища Азов, Пологівський район, Запорізької області на лінії 340 км — Волноваха між станціями Зачатівська (6 км) та Розівка (12 км).
На платформі зупиняються приміські електропоїзди.